# Novopokrovka, Novotroiițke
Novopokrovka (în ucraineană Новопокровка) este localitatea de reședință a comunei Novopokrovka din raionul Novotroiițke, regiunea Herson, Ucraina.

## Demografie
Componența lingvistică a localității Novopokrovka
     Rusă (78,26%)
     Ucraineană (21,52%)
     Alte limbi (0,14%)
Conform recensământului din 2001, majoritatea populației localității Novopokrovka era vorbitoare de rusă (78,26%), existând în minoritate și vorbitori de ucraineană (21,52%).